# Szent arkangyalok fatemplom (Magyargorbó)
A magyargorbói Szent arkangyalok fatemplom műemlékké nyilvánított épület Romániában, Kolozs megyében. A romániai műemlékek jegyzékében a  CJ-II-m-B-07618 sorszámon szerepel.